# 冀中1940年冬季战役
{{POV-check}}
冀中1940年冬季战役，中国亦称冀中1940年冬季攻势，是中国抗日战争中中日双方发生的一场战役。国民革命军第十八集团军作战108次，缴获重炮7门、山炮2门、平射炮1门、重机器3挺、轻机枪8挺、掷弹筒3具、长短枪387支、战马68匹、自行车68辆。破坏铁路13公里、公路250公里，炸毁机车8台、车皮310节、坦克1辆、汽车57辆、木桥14座，攻克据点12处。